# Ernst Frischknecht
Ernst Frischknecht (* 16. August 1939; † 14. April 2021 in Dürnten) war ein Schweizer Landwirt und Politiker (EVP; zuvor SVP).

## Leben
1972 stellte Frischknecht seinen Hof in Tann auf Bio-Landbau um. Er war 1980 einer der Mitbegründer der Vereinigung zum Schutz der kleinen und mittleren Bauern (VkmB) und war dort bis 1985 Vizepräsident. Von 1993 bis 2001 war er Präsident des Branchenverbands Bio Suisse und von 1993 bis 2007 Mitglied im Stiftungsrat des FiBL Schweiz.
Er war verheiratet und hatte fünf Söhne.

## Politik
Von 1987 bis 1991 war Frischknecht als Mitglied der Schweizerischen Volkspartei (SVP) im Zürcher Kantonsrat vertreten. Danach wechselte er zur Evangelischen Volkspartei (EVP).